# Xã Idun, Quận Aitkin, Minnesota
Xã Idun (tiếng Anh: Idun Township) là một xã thuộc quận Aitkin, tiểu bang Minnesota, Hoa Kỳ. Năm 2010, dân số của xã này là 259 người.